# Alícia de Montmorency
Alícia de Montmorency (c. 1173 † 25 de febrer de 1220 o 1221) va ser una noble francesa. Era filla de Bouchard V de Montmorency i de Laurence de Hainaut, filla del comte Balduí IV d'Hainaut. El seu germà gran, Mateu de Montmorency, va ser conestable de França el període 1218-1230.

## Biografia
El 1190 es va casar amb Simó de Montfort (c. 1175 - 25 de juny de 1218), un net de Simó III de Montfort, que era descendent dels senyors de Montfort-Amaury, prop de París, i comte de Leicester. Va acompanyar el seu marit en les seves campanyes durant la croada albigesa. Tan ella com el seu marit tenien profundes conviccions catòliques; tots dos havien estat seguidors de Folquet de Neuilly i eren patrons de l'Orde Dominicana.

### Croada albigesa
Alícia de Montmorency va tenir un paper actiu en la croada albigesa que el seu marit capitanejava. Hi va arribar el 1210 conduint una tropa de reforços per a la croada; aquesta serà una funció important d'Alícia de Montmorency, ja que se sap que els anys 1212, 1213 i 1218 també aconseguirà tropes de suport per als croats que lluitaven al Llenguadoc. També va participar en consells militars de Simó de Montfort. El 1217 va perseguir als jueus de Tolosa en absència del seu marit, el qual estava lluitant a la Provença per a sufocar la revolta del jove Ramon VII.
El juny del 1218, quan Simó de Montfort va morir en el setge de Tolosa, ella es trobava a la ciutat. Davant d'aquesta desgràcia se'n va anar a la cort de París amb Folquet de Marsella, bisbe de Tolosa per a demanar al rei suport per a la lluita que comandava ara el seu fill Amaurí.
Després d'això, va tornar a les finques de la seva família a prop de París.

## Núpcies i descendència
Alícia de Montmorency i Simó de Montfort van tenir 7 fillsː
- Amaurí (1192 - 1241), que va succeir al seu pare el 1218
- Guiu (c. 1195 - 27 de juliol de 1220), iure uxoris comte de Bigorra
- Robert († 1226), mort sense fills
- Simó (c. 1208 - 4 d'agost de 1265), que va succeir al seu pare a títol de Comte de Leicester
- Amícia († 20 de febrer de 1253), casada amb Gaucher de Joigny, senyor de Château-Renard; va fundar un monestir dominic a Montargis
- Laura († 1227), casada amb Gerard III de Picquigny, vidami d'Amiens,
- Peronella, monja i després abadessa a l'abadia de Sant Antoni de París